# Indianola (Oklahoma)
Indianola és un poble dels Estats Units a l'estat d'Oklahoma. Segons el cens del 2000 tenia 191 habitants.

## Demografia
Segons el cens del 2000, Indianola tenia 191 habitants, 72 habitatges, i 52 famílies. La densitat de població era de 237,9 habitants per km².
Dels 72 habitatges en un 31,9% hi vivien nens de menys de 18 anys, en un 59,7% hi vivien parelles casades, en un 11,1% dones solteres, i en un 26,4% no eren unitats familiars. En el 25% dels habitatges hi vivien persones soles el 12,5% de les quals corresponia a persones de 65 anys o més que vivien soles. El nombre mitjà de persones vivint en cada habitatge era de 2,65 i el nombre mitjà de persones que vivien en cada família era de 3,17.
Per edats la població es repartia de la següent manera: un 29,3% tenia menys de 18 anys, un 11,5% entre 18 i 24, un 22,5% entre 25 i 44, un 21,5% de 45 a 60 i un 15,2% 65 anys o més.
L'edat mediana era de 36 anys. Per cada 100 dones de 18 o més anys hi havia 114,3 homes.
La renda mediana per habitatge era de 32.969 $ i la renda mediana per família de 32.031 $. Els homes tenien una renda mediana de 23.750 $ mentre que les dones 24.375 $. La renda per capita de la població era de 18.908 $. Entorn del 7,3% de les famílies i el 7,8% de la població estaven per davall del llindar de pobresa.

## Poblacions més properes
El següent diagrama mostra les poblacions més properes.